# Antidesma alexiteria
Antidesma alexiteria är en emblikaväxtart som beskrevs av Carl von Linné. Antidesma alexiteria ingår i släktet Antidesma och familjen emblikaväxter. Inga underarter finns listade i Catalogue of Life.